# NGC 247
إن جي سي 247 مجرة حلزونية متوسطة (على الرغم من أنها تصنف أحيانا مجرة حلزونية قزمة) تقع على بعد 11.1 مليون سنة ضوئية في اتجاه كوكبة قيطس وهي عضو في مجموعة النحات. ويشوبها فراغ كبير بشكل غير عادي على جانب واحد من القرص الحلزوني. هذا الفراغ يحتوي على بعض النجوم القديمة، ونجوم محمرة ولكنها ليست شابة ونجوم زرقاء.